# Cerylinae
A Cerylinae a madarak osztályának szalakótaalakúak (Coraciiformes) rendjébe és a jégmadárfélék (Alcedinidae) családjába tartozó alcsalád.
A Sibley–Ahlquist-féle madárrendszertan külön családként sorolják be  Cerylidae néven leválasztva a jégmadárfélék családjáról.

## Rendszerezés
Az alcsaládba az alábbi 3 nem és 9 faj tartozik:
- Megaceryle  (Kaup, 1848) – 4 faj
  - óriás halkapó (Megaceryle maxima)
  - szalagos halkapó (Megaceryle lugubris)
  - örvös halkapó (Megaceryle alcyon)
  - gyűrűs halkapó (Megaceryle torquata)

- Ceryle  (Boie, 1828) – 1 faj
  - tarka halkapó (Ceryle rudis)

- Chloroceryle  (Kaup, 1848) – 4 faj
  - Amazon-jégmadár (Chloroceryle amazona)
  - zöld jégmadár (Chloroceryle americana)
  - vöröshasú halkapó (Chloroceryle inda)
  - amerikai törpejégmadár (Chloroceryle aenea)